# Physoconops excisus
Physoconops excisus är en tvåvingeart som först beskrevs av Christian Rudolph Wilhelm Wiedemann 1830.  Physoconops excisus ingår i släktet Physoconops och familjen stekelflugor. Inga underarter finns listade i Catalogue of Life.